# Morgane Charre
Morgane Charre (ur. 9 czerwca 1990) – francuska kolarka górska, złota medalistka mistrzostw świata.

## Kariera
Największy sukces w karierze Morgane Charre osiągnęła w 2012 roku, kiedy zwyciężyła w downhillu podczas mistrzostw świata w Leogang. W zawodach tych wyprzedziła bezpośrednio swą rodaczkę Emmeline Ragot, a trzecie miejsce zajęła Manon Carpenter z Wielkiej Brytanii. W sezonie 2012 po raz pierwszy stanęła na podium zawodów Pucharu Świata w kolarstwie górskim - 16 września w norweskim Hafjell zajęła trzecie miejsce za Brytyjką Rachel Atherton i Emmeline Ragot.